# Roman Breitenwald
Roman Breitenwald (ur. 4 stycznia 1911 w Piotrkowie Trybunalskim, zm. 1 marca 1985) – polski artysta malarz, pedagog.

## Życiorys
Przez trzy lata studiował w Szkole Sztuk Zdobniczych i Przemysłu Artystycznego w Poznaniu. W latach 1932–1937 studiował na ASP w Krakowie, pod kierunkiem Władysława Jarockiego, Teodora Axentowicza, Stanisława Kamockiego i Józefa Mehoffera. W latach 1937–1938 przeniósł się na ASP w Warszawie. Po wojnie w 1945 roku osiadł na stałe w Miechowie. Przez wiele lat był nauczycielem rysunku w Liceum Ogólnokształcącym i innych szkołach miechowskich. Był członkiem Związku Polskich Artystów Plastyków i należał do grupy artystów Pro Arte.

## Wystawy
W 1936 roku, debiutował na Salonie Wiosennym we Lwowie. Wystawiał obrazy w Bydgoszczy w 1937 roku i w Towarzystwie Zachęty Sztuk Pięknych w Warszawie w latach 1938-1939. Po zakończeniu wojny jego prace wystawiane były m.in. w Salonie Zimowym w Krakowie, w 1947 w Ogólnopolskiej Wystawie Plastyki we Wrocławiu, w 1950 roku, w wystawie Polskie dzieło plastyczne w XV - lecie PRL w Muzeum Narodowym w 1961/1962 roku, a także w wystawach grupy Zachęta w Warszawie. W 1993 r. w galerii U Jaksy w Miechowie, odbyła się indywidualna wystawa jego prac. Większość jego dzieł znajduje się w prywatnych zbiorach w Olkuszu.
Roman Breitenwald malował głównie sceny rodzajowe z życia wsi i małych miasteczek oraz sceny batalistyczne. Część jego dorobku uległa zniszczeniu podczas powstania warszawskiego.

## Twórczość
- Orka - 1936 r. olej na dykcie, sygn. pd. "R.Breitenwald 1936", 29 x 36
- Zaprzęg zimowy - 1937 r. olej na płótnie, 50 x 72 cm sygnowany i datowany p. d.: `R. Breitenwald | 1937`
- Przed zajazdem - ok. 1950 olej na płótnie, 70 x 100 cm, sygn. p. d.: RBreitenwald;
- Żydowskie misteczko - olej/płótno, 39 x 59 cm
- Zima - olej, tektura; 33 x 46 cm
- Kozak na koniu - olej, płótno, 60 x 70 cm;
- Wesele krakowskie - olej, płyta pilśniowa, 27,5 x 33,8 cm,
- Ułan i dziewczyna - olej, płótno 38 x 54.5
- Sanie na leśnej drodze - olej, tektura, 45,5 x 65 cm
- Trójka - olej, płótno, 60 x 80 cm; 1968r.
- Jadą sanie - olej, tektura, 45,5 x 65 cm; sygn. l. d.: RBreitenwald
- Scena zimowa - olej, tektura, 22 x 31 cm (w świetle oprawy);
- Przed dworkiem - olej, płótno; 75 x 100 cm
- Spotkanie na moście - olej, tektura; 48,5 x 68 cm